# Qingmuguan
Qingmuguan (kinesiska: 青木关) är en köping i sydvästra Kina. Den ligger i stadsdistriktet Shapingba i storstadsområdet Chongqing, omkring 30 kilometer nordväst om det centrala stadsdistriktet Yuzhong. Antalet invånare är 30 469. Befolkningen består av 15 188 kvinnor och 15 281 män. Barn under 15 år utgör 13,0 %, vuxna 15-64 år 77 %, och äldre över 65 år 9,0 %.